# 信長星
信 長星（しん ちょうせい、1963年12月 - ）は、中華人民共和国の官僚、政治家。山東省恵民県出身。元青海省党委副書記、青海省省長、党組書記。第19回中央候補委員。

## 経歴
1963年12月、山東省恵民県で生まれる。1983年に曲阜師範大学政治系を卒業すると、華中師範大学経済学科に進学した。大学卒業後、中華人民共和国労働人事部の労働科学研究所に勤務する。以後、労働部労働科学研究所助研究員、給与研究室副主任、総合研究室副主任、太原鋼鉄公司労資処副処長、労働部政策法規司副処長、処長、副司長、労働と社会保障部弁公庁副主任、培訓就業司副司長、司長、弁公庁主任、労働と社会保障部企画財務司長、弁公庁主任を歴任した。2008年7月、国家公務員局副局長、党組成員に就任。2010年9月、人力資源社会保障部副部長、党組成員に昇格。2014年8月には国家公務員局局長、党組書記を兼務する。
2016年10月、党務に転じて安徽省に赴任し、安徽省党委員会副書記に就任した。
2020年7月、青海省党委員会副書記、同省党組書記、省長代行に任命。2022年3月29日、王建軍の後任として、青海省党委員会書記に任命された。2022年5月28日、青海省人民代表大会常務委員会主任を兼務。
2023年1月3日、江蘇省党委員会書記に転出。2023年1月19日、江蘇省人民代表大会常務委員会主任を兼務。